# 8-битова Коледа
„8-битова Коледа“ (на английски: 8-Bit Christmas) е американска коледна комедия от 2021 година на режисьора Майкъл Доус, по сценарий на Кевин Джакубовски, адаптация на едноименния роман. Във филма участват Нийл Патрик Харис, Уинслоу Фегли, Джун Даян Рафаел, Дейвид Крос и Стийв Зан. Филмът е пуснат на 24 ноември 2021 г. в „Ейч Би О Макс“.

## Актьорски състав
- Нийл Патрик Харис – Джейк Дойл като възрастен
  - Уинслоу Фегли – Джейк Дойл като дете
- Джун Даян Рафаел – Джон Дойл
- Стийв Зан – Джон Дойл
- Дейвид Крос – Дилърът

## Снимачен процес
През март 2021 г. става ясно, че Нийл Патрик Харис, Уинслоу Фегли, Джун Даян Рафаел и Стийв Зан ще са част от актьорския състав за филма под режисурата на Майкъл Доуз и сценарий на Кевин Якубовски. „Ню Лайн Синема“ и „Стар Троуър Ентъртейнмънт“ ще продуцират филма, а „Ейч Би О Макс“ ще го разпространява.
Снимките започват през март 2021 г. в Торонто.

## В България
В България филмът е достъпен на 25 ноември 2021 г. в Ейч Би О Гоу.